# Iris Gertig
Iris Helga Gertrud Gertig (* 1971 in Berlin) ist eine deutsche Politikerin (CDU). Seit 2023 ist sie Mitglied des Abgeordnetenhauses von Berlin.

## Leben
Gertig ist gelernte Immobilienfachwirtin. Sie war bis zu ihrem Einzug ins Abgeordnetenhaus 2023 als leitende Angestellte beim Förderkreis Junge Politik e. V. tätig.

## Politik
Gertig ist Mitglied der CDU. Sie ist Vorsitzende des CDU-Ortsverbands Berlin-Nikolassee. Sie kandidierte bei der Wahl zum Abgeordnetenhaus von Berlin 2021 und der Wiederholungswahl 2023 auf Platz 7 der CDU-Bezirksliste in Steglitz-Zehlendorf. Sie verpasste jeweils zunächst den Einzug ins Abgeordnetenhaus. Am 3. Mai 2023 rückte sie über die Bezirksliste für Oliver Friederici ins Abgeordnetenhaus nach.